# Bendik
Bendik – wieś w Armenii, w prowincji Lorri. W 2011 roku liczyła 101 mieszkańców.